# Biserici de lemn din Argeș

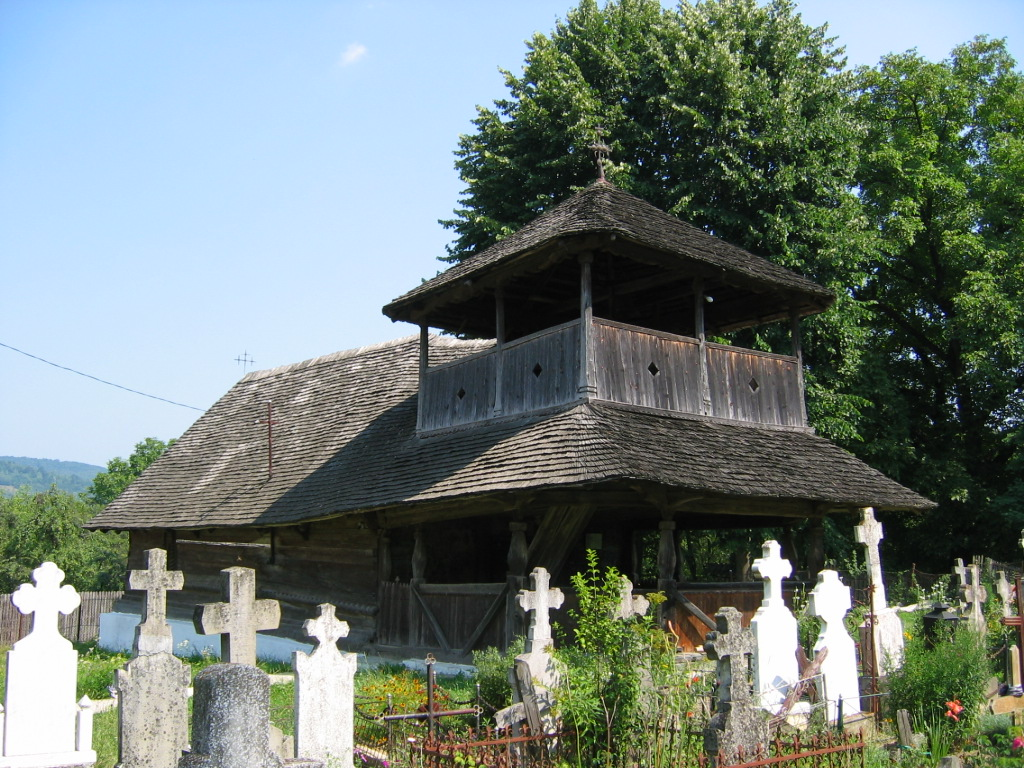
Biserica de lemn, 2008

Bisericile de lemn din Argeș fac parte din grupul de biserici de lemn din Muntenia și din familia de biserici de lemn românești.

## Biserici de lemn
În județul Argeș se păstrează un număr de peste 40 biserici de lemn. 